# Caixão Grande
Caixão Grande ist ein Ort im Distrikt Mé-Zóchi auf der Insel São Tomé im Inselstaat São Tomé und Príncipe. 2012 wurden 1021 Einwohner gezählt.

## Geographie
Der Ort liegt auf einer Höhe von ca. 111 m etwa fünf Kilometer südwestlich der Hauptstadt São Tomé.
Im Umkreis liegen die Orte Almeirim, Bombom, Pinheira, São Pedro. Die ES 5 bildet im Süden des Ortes die Verbindung zur Distrikts-Hauptstadt Trindade.

## Sport
In Caixão Grande spielt der Fußballclub Bairros Unidos FC (auch: Caixão Grande). Er spielt in der São Tomé Island League.